# Terellia virens
Terellia virens är en tvåvingeart som först beskrevs av Friedrich Hermann Loew 1846.  Terellia virens ingår i släktet Terellia och familjen borrflugor. Inga underarter finns listade i Catalogue of Life.